# Альбумози
Альбумо́зи — проміжні продукти розпаду білків. Являють собою суміш (різної складності) уламків білкових молекул — поліпептидів та амінокислот.
Розчинні у воді та сольових розчинах; при нагріванні не коагулюють.